# デービッド・ギル

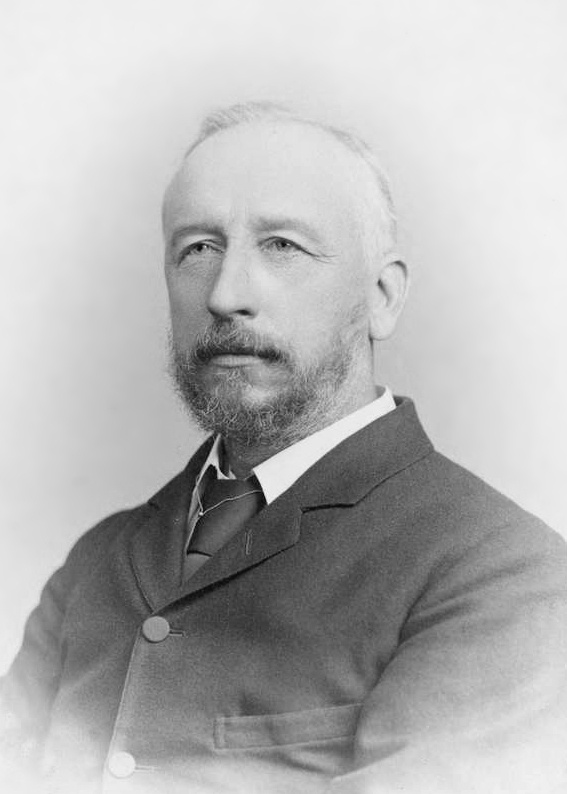
デービッド・ギル

サー・デービッド・ギル（Sir David Gill 、 1843年6月12日 - 1914年1月24日）は、スコットランド・アバディーン出身の天文学者である。

## 業績
1879年から1906年の間、"Her Majesty's Astronomer" に任命され、南アフリカのケープ天文台で南天の星の観測を行った。写真技術を天文観測に利用した先駆者である。はじめ時計技術を学び、ジェイムズ・リンジーの私設天文台の計時に協力したことから天文学に転じた。1877年にアセンション島で火星の観測を行い地球と太陽の距離を精度よく求めた。1879年から南アフリカの喜望峰の天文台で "Her Majesty's Astronomer" に任じられ、その後 26 年間南天の観測を行った。その成果はヤコブス・カプタインと協力して1882年の「ケープ写真掃天星表」にまとめられた。1883年には、王立協会フェローに選出された。ロンドンで死去。

## 受賞歴
賞
- イギリス王立天文学会ゴールドメダル (1882年と1908年)
- ジェームズ・クレイグ・ワトソン・メダル (1899年)
- ブルース・メダル (1900年)
- ロイヤル・メダル (1901年)

命名
- 月のクレータ、火星のクレータ